# José da Costa Machado de Sousa

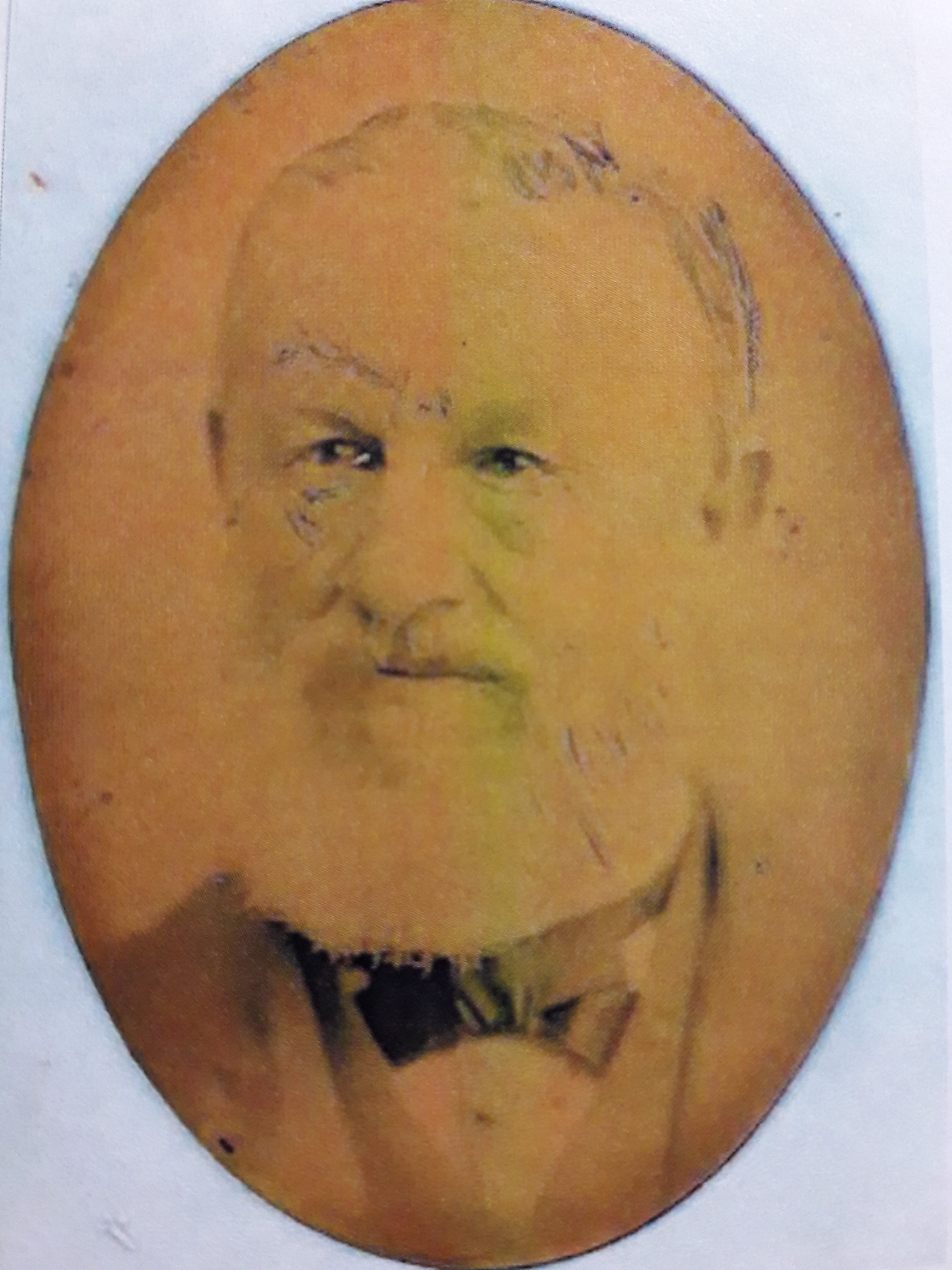
Dr. José da Costa Machado de Souza (1890).

José da Costa Machado de Souza (Baependi, 5 de julho de 1829 — São Paulo, 14 de julho de 1925) foi um advogado, grande produtor e exportador de café, empresário de estradas de ferro e político brasileiro. Também conhecido por Dr. Costa Machado ou por José da Costa Machado e Souza Ribeiro.
Foi Presidente da Província de Minas Gerais, nomeado por Carta Imperial de 29 de setembro de 1867, de 24 de outubro de 1867 a 25 de agosto de 1868.
De tradicional família mineira, cujas origens remetem aos bandeirantes paulistas Leme da Silva, Leme do Prado e Bicudos, era filho dos proprietários rurais João da Costa e Souza e Gabriela Mendes Ribeiro da Silva Machado. Órfão de pai aos dois anos de idade, incorporou ao próprio nome o sobrenome de seu padrasto Antonio Machado da Silva, também proprietário rural no Sul de Minas Gerais, em reconhecimento por este tê-lo criado como seu filho.
Formado em 1853 pela Faculdade de Direito de São Paulo (Academia de Direito do Largo De São Francisco), iniciou sua carreira como advogado e professor de filosofia atuando em Minas Gerais e na capital paulista. Foi suplente de Deputado Provincial em Minas Gerais entre os anos de 1857 e 1860, e logo após elegeu-se Deputado Provincial em São Paulo na legislatura 1862-1863. Em outubro de 1867 foi nomeado Presidente de Minas Gerais, permanecendo à frente do governo provincial até agosto de 1868. Já na República, foi Deputado Federal por Minas Gerais nas legislaturas de 1890-1891 (Congresso Nacional Constituinte), 1891-1893 e 1894-1896. Proprietário da Fazenda Vila Costina, entre outras no município de São José do Rio Pardo, na região do Pontal do Paranapanema e no Sul de Minas Gerais, foi grande produtor e exportador de café e empresário de estradas de ferro, tendo construído o Ramal Férreo do Rio Pardo, ligando a cidade de São José do Rio Pardo aos trilhos da Companhia Mogiana na vizinha Casa Branca. Criou a Costina’s Coffee Co., empresa destinada à comercialização direta do café na Europa, com representações nas cidades de Gênova e Milão.
Foi pai do Cel. Antonio Candido Machado (importante fazendeiro de café e político em São José do Rio Pardo, fruto do relacionamento com Candida Maria de Castro Nogueira da Silva), do Dr. Jordano da Costa Machado, Maria Costina Machado de Souza, Francisca Costina Machado Baptista, Dr. Labieno da Costa Machado e Gabriela da Costa Machado de Souza (os cinco últimos do relacionamento com Maria Isabel da Costa Machado de Souza).

Deixou extensa geração, entre eles os Mafra Machado, estabelicidos a partir do final da década de 1930 no município de Mogi das Cruzes e na capital paulista.